# Miniac-Morvan
Miniac-Morvan (tiếng Breton: Minieg-Morvan, Gallo: Meinyac-Morvan) là một xã của tỉnh Ille-et-Vilaine, thuộc vùng Bretagne, miền tây bắc nước Pháp.

## Dân số
Người dân ở Miniac-Morvan được gọi là Miniacois.
| Năm | 1962 | 1968 | 1975 | 1982 | 1990 | 1999 | 2006 |
| --- | ---- | ---- | ---- | ---- | ---- | ---- | ---- |
| Dân số | 2198 | 2244 | 2161 | 2595 | 2815 | 2784 | 3472 |
| From the year 1962 on: No double counting—residents of multiple communes (e.g. students and military personnel) are counted only once. |      |      |      |      |      |      |      |